# Melocactus mazelianus
Melocactus mazelianus är en kaktusväxtart som beskrevs av Ríha. Melocactus mazelianus ingår i släktet Melocactus och familjen kaktusväxter. Inga underarter finns listade i Catalogue of Life.